# 하베스트 문
《하베스트 문》은 나츠메가 제작하는 생활 시뮬레이션 게임이다. 2014년 《하베스트 문: 더 로스트 밸리》로 시작했다.
《하베스트 문》은 본래 1996년에 시작한 비디오 게임 시리즈 《목장이야기》가 시초로, 해당 게임의 영어판을 미국 기업 주식회사 나츠메가 '하베스트 문'으로 배급했다. 이후 나츠메는 독자적으로 개발한 《하베스트 문》 게임들도 출시했다. 2014년, 《목장이야기》 시리즈 소유자 마벨러스는 자사의 북미 지부 엑시드 게임스로 배급하기 시작했다. 허나 '하베스트 문'에 대한 상표권은 주식회사 나츠메가 소유해서 이 제목을 사용할 수 없었고, 따라서 원조 《목장이야기》의 영어판 제목은 2014년부터 '스토리 오브 시즌스'로 변경했다. 이에 따라 나츠메는 같은 생활 시뮬레이션 장르이나 《목장이야기》와 관계가 전혀 없는 독립적인 시리즈 《하베스트 문》를 제작하게 됐다.

## 게임
- 《하베스트 문: 더 로스트 밸리》 (2014)
- 《하베스트 문: 시즈 오브 메모리즈》 (2016)
- 《하베스트 문: 스카이트리 빌리지》 (2016)
- 《하베스트 문: 라이트 오브 호프》 (2017)
- 《하베스트 문: 매드 대시》 (2019)
- 《하베스트 문: 원 월드》 (2021)

## 반응
| 게임                            | 메타크리틱  |
| ------------------------------- | ----------- |
| Puzzle de Harvest Moon          | (DS) 41     |
| Harvest Moon: Frantic Farming   | (DS) 72     |
| Harvest Moon: The Lost Valley   | (3DS) 46    |
| Harvest Moon: Seeds of Memories | (iOS) 68    |
| Harvest Moon: Skytree Village   | (3DS) 59    |
| Harvest Moon: Light of Hope     | (Switch) 62 |
| Harvest Moon: One World         | (Switch) 52 |

《하베스트 문》 시리즈는 대부분 복합적 및 평균적인 평가를 받았다.

## 참조

### 내용주
1. ↑  영어: Harvest Moon